# Gaetano Del Pezzo
Gaetano Gösta Del Pezzo Leffler (Napoli, 7 giugno 1892 – Napoli, 22 luglio 1970) è stato un calciatore, dirigente sportivo, arbitro di calcio, scacchista e ingegnere italiano.
Maestro di scacchi dal 1927, ricoprì la carica di presidente della Federazione Scacchistica Italiana nel 1949-50.

## Biografia
Figlio dell'algebrista italiano Pasquale Del Pezzo (in seguito sindaco di Napoli) e della drammaturga e attivista svedese Anne Charlotte Leffler (sorella del matematico Gösta Mittag-Leffler), fu marchese di Campodisola e 9º duca di Caianello. Suo nonno – l'omonimo Gaetano del Pezzo – fu ambasciatore del Regno delle Due Sicilie presso il re di Prussia, a Berlino  (ove nascerà il figlio Pasquale), sotto il regno di Francesco II di Borbone, fu sindaco di Napoli dopo l'Unità d'Italia.
Non conobbe mai sua madre, morta di peritonite il 21 ottobre 1892, quando lui non aveva che pochi mesi di vita; nondimeno, tenne a lungo un forte legame col ramo svedese della sua famiglia – in particolare con suo zio Gösta, del quale portava il nome e con il quale mantenne contatti duraturi. Rimase anche molto legato alla memoria di sua madre: l'archivio epistolare del matematico Vito Volterra, conservato presso l'Accademia nazionale dei Lincei, custodisce una lettera del 1911 con la quale Del Pezzo accettava l'invito – rivoltogli da Volterra – a tenere una lezione in ricordo di sua madre (amica del cuore e biografa della matematica Sof'ja Kovalevskaja).
Cresciuto in un retroterra di matematici, si laureò in Ingegneria; ma negli anni accademici dal 1917/18 al 1920/21 fu anche assistente presso il Gabinetto di geometria analitica all'Università di Napoli, diretto da Nicola Salvatore Dino.
Fu insignito della Croce al Merito di Guerra e fu un apprezzato maestro di scacchi, titolo da lui conseguito al torneo di Napoli del 1927, dove si classificò quarto dopo Stefano Rosselli del Turco, Adolf Seitz e Davide Marotti.
Ebbe pure un ruolo di organizzatore nella Federazione Scacchistica Italiana, della quale fu presidente nel biennio 1949-50, e fu socio benemerito del Circolo Canottieri Napoli.

## Carriera sportiva

### Calciatore
Dal 1910 al 1921 fu terzino sinistro del Naples. Intraprese quindi la carriera da dirigente: fu prima presidente dell'Internazionale Napoli all'atto della fusione con il Naples nel 1922, e poi Commissario Straordinario del Napoli nella stagione 1939-1940, dopo l'addio del presidente Achille Lauro.

### Arbitro
Fece anche parte del primo nucleo di arbitri di Napoli, divenendo arbitro benemerito e nel 1932 divenne presidente della sezione.
Sebbene la sua attività di arbitraggio sia iniziata prima del 1914, le prime gare arbitrate in Prima Categoria sono note solo dall'inizio della stagione 1914-1915; smise di arbitrare alla fine della stagione 1924-1925.
Nel 1948, in occasione del 50º anniversario della F.I.G.C., fu insignito del titolo di Pioniere del calcio italiano.

## Opere
- Gaetano Del Pezzo, Il tempo nella scienza e nella filosofia, Napoli, L'arte Tipografica, 1954, SBN CUB0236440.